# Capital One Arena
Il Capital One Arena è un impianto sportivo coperto multifunzione di Washington, capitale degli Stati Uniti d'America.
Fino al 5 marzo 2006 prendeva il nome di MCI Center che fu modificato quando la MCI venne comprata dalla Verizon.
L'arena è soprannominata Phone Boot per il fatto che la Verizon è un'azienda attiva nel campo delle telecomunicazioni.
Qui giocano le partite casalinghe i Washington Wizards, squadra di basket che milita in NBA, le Washington Mystics della WNBA, i Washington Capitals della NHL, e la squadra di basket della Georgetown University.